# 尚钺

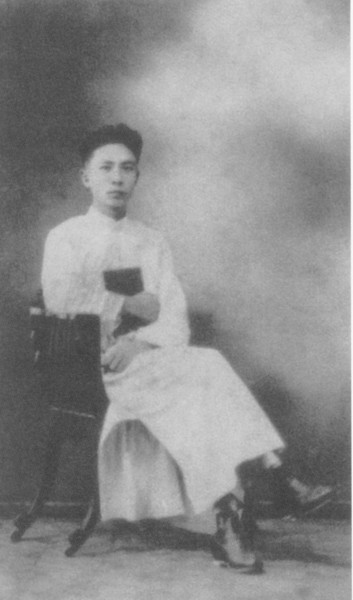
尚钺

尚钺（1902年3月23日—1982年1月6日），原名宗武，字健庵，曾化名谢仲五（仲武）、丁祥生、聂树先（老聂）、谢潘，笔名依克、子丹，河南罗山人，中国历史学家，中国人民大学教授，北京市政协常委、北京市历史学会副会长。

## 生平
1917年就读位于开封的河南省立第二中学。五四运动中，为河南省学生运动的负责人之一。
1921年入北京大学预科，后就读于英国文学系（肄业）。在校期间曾聆听鲁迅授课，在其影响下从事文学创作，是有成绩的小说家。
同时，他受李大钊影响，投身革命。1927年9月加入中国共产党。领导过河南一带的秋收起义，曾两次被捕。
1929年～1936年，在吉林、上海、宁夏等地教书，并从事中国共产党的革命活动，学生中有后来成为北韩领导人的金日成。
抗日战争初期在武汉周恩来、郭沫若领导下的国民党军事委员会政治部第三厅工作，后到云南教书，其间开始研究历史。1942年在云南大学任讲师、副教授，从此以大学教授终其一生。先后任教于山东大学（1946-1948,教授）、华北大学二部（1948－1950，史地系主任、教授），中国人民大学（1950－1982，中国历史教研室主任、清史研究小组副组长、历史系主任）。

## 革命活动
在北京大学学习期间，在李大钊影响下，开始学习马克思列宁主义，倾向革命，参加了反对段祺瑞政府的“三·一八运动”。并在放假期间，回乡宣传革命。
1926年冬，在李大钊的激励下，尚钺未及毕业，便脱下了学生装，回到家乡罗山组织农民自卫军，准备迎接北伐军的到来。但北伐军暂时停留武汉，便遵循李大钊的指导，南下上海、武汉参加革命，经郭沫若介绍在北伐军政治部编审科任上尉科员。
1927年9月在国民党清党后，于开封经河南省委宣传部长汪后之介绍，加入中国共产党，在中共开封市委工作，任省委机关刊物《猛进》编委。秋收起义时，任豫南特委宣传鼓动部部长、工农革命军第四大队第六支队党代表和地区苏维埃主席，领导了罗山、光山一带的秋收起义。
1928年两次被捕，关押浙江省陆军监狱，受酷刑，仍坚持斗争。1929年被营救保释出狱，经楚图南介绍，在吉林省毓文中学当语文老师，继续宣传马列主义革命，影响了许多中国和原大韩帝国两国的学生分子，其中金日成受其影响最大，曾称他是“马列主义教育宣传者”。后任教于昂昂溪第五中学，曾参与组织反帝大同盟。
1930年，赴上海寻找党组织，先在全国总工会宣传部、组织部工作，后调党中央机关报《红旗日报》任采访部主任。期间，中共中央组织部对尚钺以往的经历进行了政审，恢复了其党组织关系。这里还要特别强调的是，就在这一年，他的妻子陈幼清带着3个孩子随红军到鄂豫皖苏区，1932年被张国焘当作反革命杀掉，第3子尚海伦失踪，这是尚钺第一次丧妻失子。
1932年4月返回东北，任中共满洲省委秘书长。因反对当时中共中央“左倾”政策，被开除党籍。泅渡黑龙江到苏联，欲向共产国际申诉，没有结果，曾在远东红七军工作。
1934年回国，先后流寓哈尔滨、上海、北平、宁夏等地，坚持革命活动，并寻找共产党。在教书之余，创作小说，并组织学生革命团体。在北平期间，曾影响堂兄、北大教授尚仲衣，支持一二九运动，后尚仲衣被捕，尚钺被迫离开北平。在宁夏期间，教书于中卫中学、银川宁夏中学，引导一批学生成为宁夏第一批共产党员。
于1937年回到北平，没有与党组织联系上，便又去了陕北，途经西安八路军办事处时，董必武指示他，先去武汉工作，再解决组织关系。1938年到武汉，由郭沫若介绍，到国民政府军委政治部第三厅工作，任中校图书资料室主任。1939年武汉失守前，又随第三厅迁往重庆。
1941年皖南事变后，国民党再次掀起反共高潮，第三厅被迫解散。他遵照党的指示，离渝赴滇，先后在昆明瑞云中学、云南大学任教，讲授国文和中国通史。同时，继续培养学生走向进步。
1943年，中共中央派原南方局宣传部长华岗来昆明，做龙云的统战工作，同时组织西南文化研究会，帮助云南大学、西南联大等的高级知识分子研究、了解华北八路军的战斗情况和中共的政策。1945年，尚钺重新加入中国共产党。1946年8月，根据共产党的指示，先后到上海、山东、华北解放区，在山东大学、山西北方大学、河北正定华北大学任教。1949年秋，随党政大军进京，迎来了新中国的诞生。

## 文学活动
尚钺是鲁迅的学生，曾上过《中国小说史略》等课，在其影响下走上文学道路。他是鲁迅任编辑的《莽原》周刊撰稿人，该刊小说方面的中坚。短篇小说《斧背集》描写罗山人民反封建斗争，曾得到鲁迅的好评，但鲁迅也指出作品缺乏锐利性。
后随高长虹创办《狂飙》，成为狂飙主力之一，与鲁迅反目。他的小说《斧背》、《病》被鲁迅收入《中国新文学大系·小说二集》，鲁迅在《序言》中这样评价：“尚钺的创作，也是意在讥刺，而且暴露，搏击的，小说集《斧背》之名，便是自提的纲要。他创作的态度，比朋其（指黄鹏其——注）严肃，取材也较为广泛，时时描写着风气未开之处—— 河南信阳——的人民。可惜的是为才能所限，那斧背就太轻小了，使他为公和为私的打击的效力，大抵失在由于器械不良，手段生涩的不中里。”
1930年代曾在云南省出版的杂志连载长篇小说《预谋》，金日成称赞“思想、艺术上洗练”。1980年代，人民文学出版社出版单行本。
其他作品还有长篇小说《矛》、《狗的问题》等。

## 学术活动

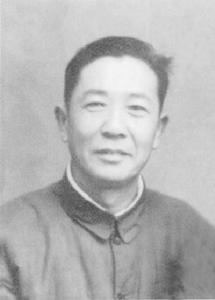
尚钺

历史研究为自学成才，但曾先后向郭沫若学习甲骨文，向唐兰学习古文字，向闻一多学习训诂学。
1950年代初，在中国人民大学先后培养了80多名研究生。期间编写了《中国通史讲义》。1954年，主编《中国历史纲要》，非常畅销，并有日、俄、波兰文译本。
在“中国历史分期问题”的大论战中，尚钺主张魏晋封建论，与范文澜、翦伯赞等的西周封建论，郭沫若等的战国封建论相左。毛泽东支持范、翦，尚钺因此受到大批判。“反右倾”斗争中，尚钺作为史学界的代表人物，与经济学界孙冶方、文学界王任叔、社会学家马寅初等受到全国性重点批判。《人民日报》和各大学术刊物都出版了批尚专号。
文化大革命期间，更受到非人待遇，健康遭到严重损害，而且丧妻失子。但他始终坚持自己的学术观点。

## 语录
- “一个优秀的历史学家，……他所争的不是一时之是非，而是万世之是非；所追求的不是一时的荣显，而是客观真理。”
- “我们留给子孙后世的，不应该是鏖战之后的残垣断壁，而应该是一座五彩缤纷的大花园。”
- 学生时代的金日成对着尚钺的藏书问：“要把这些书读完，您想需要多长时间呢?”尚钺回答：“勤则三年，懒则百年。”

## 著作

### 史學专著
- 《中国历史纲要》（主编）
  - 人民出版社1954年8月第1版
  - 人民出版社1980年2月第2版（修订本）
  - 河北教育出版社2000年12月版
  - 民主与建设出版社2018年11月版
- 《中国历史讲义》
  - 中国⼈⺠⼤学1955年油印本
  - 高等教育出版社1991年5月版（根据《讲义》整理出版，书名为《尚氏中国古代通史》）
  - 民主与建设出版社2018年11月版（书名为《中国通史》）
- 《中国资本主义关系发生及演变的初步研究》
  - 生活·读书·新知三联书店1956年4月版
- 《中国资本主义萌芽问题的探索》
  - 中共中央党校1962年铅印本

### 史学文集
- 中国人民大学中国历史教研室：《奴隶社会历史译文集》（主编，卷首有《编者的话》）
  - 生活·读书·新知三联书店1955年06月版
- 中国人民大学中国历史教研室：《封建社会历史译文集》（主编，卷首有《编者的话》）
  - 生活·读书·新知三联书店1955年08月版
- 《尚钺史学论文选集》
  - 人民出版社1984年5月版

### 文学专著
- 《病》、《斧背》
  - 小说集，选入鲁迅《中国新文学大系·小说二集》
- 《胜利品》
  - 中篇小说，《东方杂志》第27卷第19、20、21号，1930年10—11月出版。原著“依克”
- 《狗的问题》
  - 中篇小说，上海《文学》杂志，年月不详。原署“子丹”
- 《预谋》
  - 长篇小说，人民文学出版社1984年版